# Quang Phục, Hoa Liên

Vị trí tại Hoa Liên

Quang Phục (tiếng Trung: 光復鄉; bính âm: Guāngfù Xiāng) là một hương (xã) của huyện Hoa Liên, tỉnh Đài Loan, Trung Hoa Dân Quốc (Đài Loan). Hương nằm trong thung lũng sông Hoa Đông, phía tây là dãy núi Trung ương, phía đông là dãy núi Hải Ngạn. Khoảng một nửa cư dân trong hương là thổ dân Đài Loan. Quang Phục có diện tích 157,1100 km², dân số vào tháng 8 năm 2011 là 13.878 người thuộc 5.030 hộ gia đình, mật độ cư trú đạt 88,3 người/km².